# Línia Chiyoda
La Chiyoda Line (千代田線, Chiyoda-sen) és una línia de metro de Tòquio, propietat i operada per Tokyo Metro.

## Introducció
La línia principal (21.9 km) dona servei als barris especials d'Adachi, Arakawa, Bunkyō, Chiyoda, Minato, i Shibuya, a més d'un tros de túnel que passa pel barri de Taitō, però que no té estació. Un ramal de 2.1 km entre Ayase i Kita-Ayase es troba a Adachi. El seu nom oficial, però poc usat, és la Line 9 Chiyoda Line (9号線千代田線, 9-gō sen Chiyoda-sen).
Als mapes, diagrames i senyals, la línia es mostra en color verd, i les seves estacions són una combinació de números i la lletra C.
Els trens de la línia tenen finals de trajecte més enllà dels de la Chiyoda Line, anant per la Jōban Line fins a Toride. Al sud-oest els trens poden passar més enllà de Yoyogi-Uehara i anar per la Odakyū Electric Railway Odawara Line fins a Hon-Atsugi o Karakida a la Odakyū Tama Line.
Segons un estudi de la Tokyo Metropolitan Bureau of Transportation (juny 2009), la Chiyoda Line és la segona línia més col·lapsada de la xarxa, superant el 181% de la capacitat entre Machiya i Nishi-Nippori.

## Història

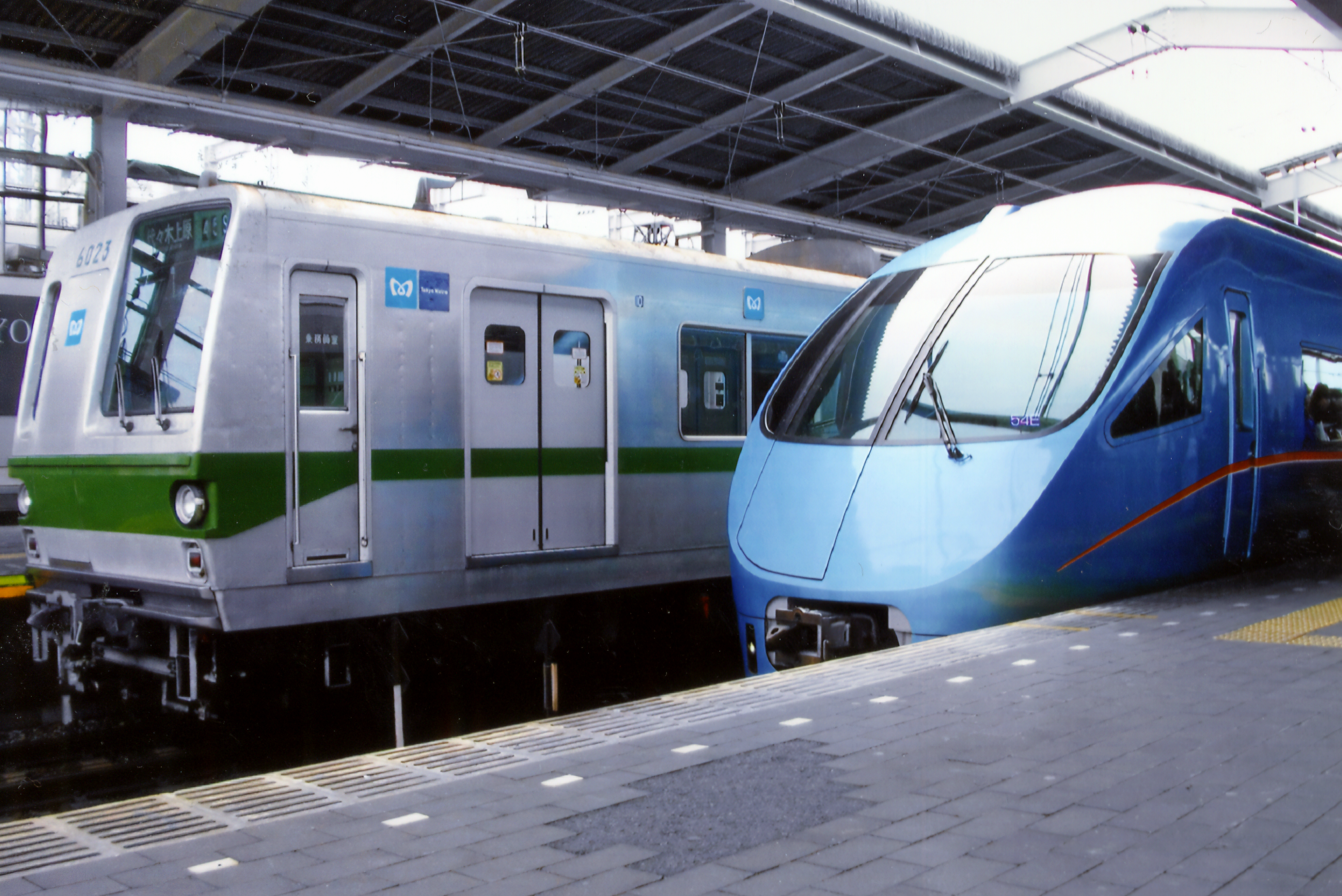
Tokyo Metro 6000 series i Odakyū 60000 series MSE Romancecar a Yoyogi-Uehara

La Chiyoda Line va ser inicialment planejada el 1962, anant des de Setagaya (Tòquio) fins a Matsudo (a la Prefectura de Chiba), anomenant-se Line 8 (Línia 8). El 1964, el projecte de la línia va canviar perquè es donés un servei fins a la Jōban Line, al nord de Tòquio, reanomenant-se la línia Line 9.
La línia 9 va ser pensada per anar per una zona densament construïda al barri de Chiyoda, també es pretenia alleujar el tràfic a les línies Tokyo Metro Ginza Line i la línia Tokyo Metro Hibiya Line, ja que aquestes dues línies segueixen més o menys el mateix recorregut.
El primer tram es va obrir el 20 de desembre de 1969, entre Kita-Senju i Ōtemachi. La línia estava ja quasi acabada el 10 d'octubre de 1972, quan arribà a l'estació de Yoyogi-Kōen, ja que s'acabà finalment el 31 de març de 1978, quan es va arribar a Yoyogi-Uehara. El ramal fins a Kita-Ayase es va obrir el 20 de desembre de 1979.
El 15 de maig de 2006, es van introduir a la línia els vagons exclusius per a dones a hores punta, des de l'estació de Toride a la Jōban Line fins a Yoyogi-Uehara.
Des del 18 de març del 2008, es presta un servei exprés, l'Odakyū Romancecar, entre Kita-Senju i Hakone-Yumoto (a la Hakone Tozan Line), o entre Kita-Senju i Karakida, (a la Odakyū Tama Line)

## Estacions
- Totes les estacions són a Tòquio.
- Esquema de parades:
  - Trens locals paren a totes les estacions.
  - L'exprés Odakyū Romancecar para a les estacions marcades amb "●" i no ho fa a les marcades amb "｜".
  - L'Odakyū Bay Resort no para a les estacions marcades amb "▲". (Deixa la Chiyoda Line a l'estació de Kasumigaseki.)
  - Tots el serveis exprés paren a Yoyogi-Uehara per canviar de conductors, encara que no és necessari que els passatgers hi baixin.

### Línia principal
| Estació Número    | Imatge            | Estació           | Japonès      | Distància (km)  | Distància (km) | Exprés | Enllaç | Situació |
| Estació Número    | Imatge            | Estació           | Japonès      | Entre Estacions | Total          | Exprés | Enllaç | Situació |
| ----------------- | ----------------- | ----------------- | ------------ | --------------- | -------------- | ------ | --- | -------- |
| Yoyogi-Uehara     | Yoyogi-Uehara     | Yoyogi-Uehara     | 代々木上原   | -               | 0.0            | ※      | Odakyū Odawara Line (servei fins a Hon-Atsugi i via la Tama Line per Karakida; exprés per la Hakone Tozan Railway fins a Hakone-Yumoto)                                                                            | Shibuya  |
| Yoyogi-Kōen       | Yoyogi-Kōen       | Yoyogi-Kōen       | 代々木公園   | 1.0             | 1.0            | ｜     | | Shibuya  |
| Meiji-Jingūmae    | Meiji-Jingūmae    | Meiji-Jingūmae    | 明治神宮前   | 1.2             | 2.2            | ｜     | Tokyo Metro Fukutoshin Line (F-15) Yamanote Line (Harajuku) | Shibuya  |
| Omotesandō        | Omotesandō        | Omotesandō        | 表参道       | 0.9             | 3.1            | ●      | Tokyo Metro Hanzōmon Line (Z-02), Tokyo Metro Ginza Line (G-02) | Minato   |
| Nogizaka          | Nogizaka          | Nogizaka          | 乃木坂       | 1.4             | 4.5            | ｜     | | Minato   |
| Akasaka           | Akasaka           | Akasaka           | 赤坂         | 1.1             | 5.6            | ｜     | | Minato   |
| Kokkai-Gijidō-mae | Kokkai-Gijidō-mae | Kokkai-Gijidō-mae | 国会議事堂前 | 0.8             | 6.4            | ｜     | Tokyo Metro Marunouchi Line (M-14), Tokyo Metro Namboku Line (Tameike-Sannō: N-06), Ginza Line (Tameike-Sannō: G-06)                                                                                               | Chiyoda  |
| Kasumigaseki      | Kasumigaseki      | Kasumigaseki      | 霞ケ関       | 0.8             | 7.2            | ▲      | Tokyo Metro Marunouchi Line (M-15), Tokyo Metro Hibiya Line (H-06) | Chiyoda  |
| Hibiya            | Hibiya            | Hibiya            | 日比谷       | 0.8             | 8.0            | ｜     | Tokyo Metro Hibiya Line (H-07), Tokyo Metro Yūrakuchō Line (Yūrakuchō: Y-18) Toei Mita Line (I-08) Yamanote Line, Keihin-Tōhoku Line (Yūrakuchō) Passadís subterrani fins a les estacions de Ginza i Higashi-Ginza | Chiyoda  |
| Nijūbashimae      | Nijūbashimae      | Nijūbashimae      | 二重橋前     | 0.7             | 8.7            | ｜     | | Chiyoda  |
| Ōtemachi          | Ōtemachi          | Ōtemachi          | 大手町       | 0.7             | 9.4            | ●      | Tokyo Metro Tōzai Line (T-09), Marunouchi Line (M-18), Hanzōmon Line (Z-08) Toei Mita Line (I-09) | Chiyoda  |
| Shin-Ochanomizu   | Shin-Ochanomizu   | Shin-Ochanomizu   | 新御茶ノ水   | 1.3             | 10.7           | ｜     | Tokyo Metro Marunouchi Line (Awajichō: M-19) Toei Shinjuku Line (Ogawamachi: S-07) Chūō-Sōbu Line, Chūō Line (Rapid) (Ochanomizu)                                                                                  | Chiyoda  |
| Yushima           | Yushima           | Yushima           | 湯島         | 1.2             | 11.9           | ｜     | | Bunkyō   |
| Nezu              | Nezu              | Nezu              | 根津         | 1.2             | 13.1           | ｜     | | Bunkyō   |
| Sendagi           | Sendagi           | Sendagi           | 千駄木       | 1.0             | 14.1           | ｜     | | Bunkyō   |
| Nishi-Nippori     | Nishi-Nippori     | Nishi-Nippori     | 西日暮里     | 0.9             | 15.0           | ｜     | Yamanote Line, Keihin-Tōhoku Line Nippori-Toneri Liner (02) | Arakawa  |
| Machiya           | Machiya           | Machiya           | 町屋         | 1.7             | 16.7           | ｜     | Keisei Main Line Toden Arakawa Line (Machiya-Ekimae) | Arakawa  |
| Kita-Senju        | Kita-Senju        | Kita-Senju        | 北千住       | 2.6             | 19.3           | ●      | Tokyo Metro Hibiya Line (H-21) Jōban Line Tōbu Isesaki Line Tsukuba Express (05) | Adachi   |
| Ayase             | Ayase             | Ayase             | 綾瀬         | 2.6             | 21.9           |        | Jōban Line (servei fins a Toride) Tokyo Metro Chiyoda Line (fins a Kita-Ayase) | Adachi   |

1. ↑  Yoyogi-Uehara està compartida per Odakyū Electric Railway i Tokyo Metro; Odakyū Electric Railway és qui s'encarrega de l'estació.
2. 1 2  Kita-Senju i Ayase estan compartides per JR East i Tokyo Metro; Tokyo Metro s'encarrega de l'estació.

### Ramal
Estacions es troben a Adachi.
| Estació Número | Imatges    | Estació    | Japonès | Distància (km)  | Distància (km) | Situació                                                |
| Estació Número | Imatges    | Estació    | Japonès | Entre Estacions | Total          | Situació                                                |
| -------------- | ---------- | ---------- | ------- | --------------- | -------------- | ------------------------------------------------------- |
| Ayase          | Ayase      | Ayase      | 綾瀬    | -               | 21.9           | Tokyo Metro Chiyoda Line (for Yoyogi-Uehara) Jōban Line |
| Kita-Ayase     | Kita-Ayase | Kita-Ayase | 北綾瀬  | 2.1             | 24.0           |                                                         |

## Material rodant

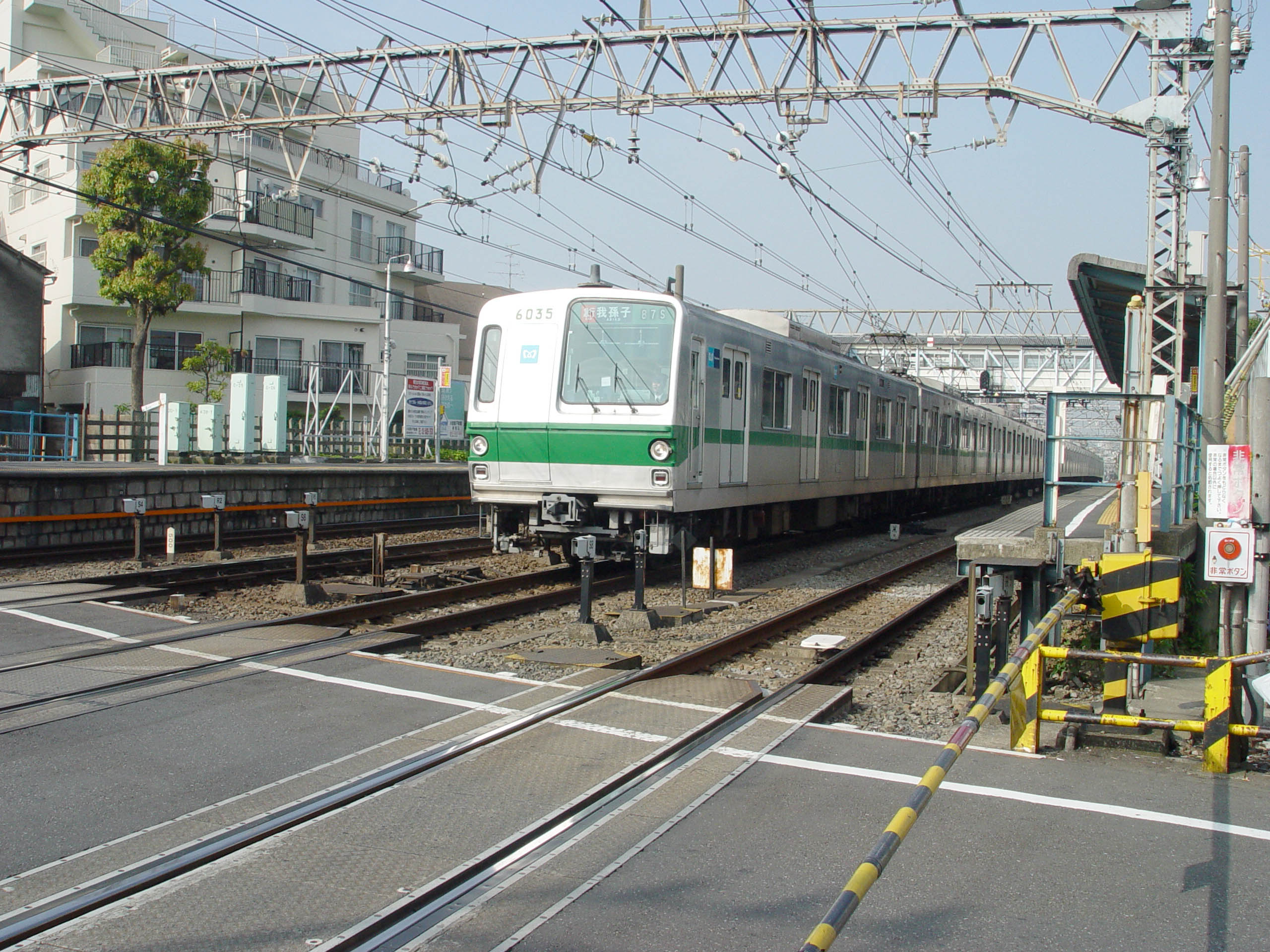
Una 6000 series a la Odakyū Odawara Line a Higashi-Kitazawa

La llista que es presenta a continuació són trens compostos per 10 vagons, sinó s'indicarà. El número entre parèntesis vol dir el nombre de trens a la línia.
- Tokyo Metro:
  - 6000 series (x35) (des de 1971)
  - 16000 series (des de novembre 2010)[2]
- Odakyū
  - 4000 series (des de September 2007)[3]
  - Odakyū 60000 series MSE (des de primavera 2008)[4]
- JR East
  - 209-1000 series (x2)
  - E233-2000 series (des de 2009)

### Material rodant obsolet
- 06 series (x1) (des de 1993 fins Gener 2015)[5]
- 07 series (x1) (des de Novembre 2008 fins Desembre 2008)
- 5000 series trens de 3 vagons (x2) (des de 1969, pel ramal)
- 6000 series tren de 3 vagons (x1) (prototip, pel ramal des de Desembre 1979 fins Maig 2014)
- 1000 series (des de 1989 fins a 2010)
- 203 series (des de 1982 fins Setembre 2011)[6]
- 207-900 series (des de 1986 fins a desembre 2009)